# Черепанов, Никифор Евтропиевич
Никифор Евтропиевич Черепанов (1762, Вятка — 13 [25] августа 1823, Москва) — писатель, статский советник, ординарный профессор и декан отделения словесных наук Московского университета.

## Биография
Родился в 1762 году в Вятке. Происходил из духовного звания и первоначальное образование получил в Вятской семинарии. В 1782 году поступил в Московский университет на философское отделение, где занимался, преимущественно, историей. По окончания курса преподавал историю и географию в университетской гимназии. В 1799 году в должности адъюнкта начал чтение лекций в университете по всеобщей истории и географии. с 1804 года — экстраординарный профессор, с 1810 — ординарный профессор по кафедре всеобщей истории, географии и статистики. В 1812—1813 гг. был деканом словесного отделения.
Черепанов, кроме того, около 30 лет преподавал историю и географию в Благородном университетском пансионе и 16 лет в Московском отделении института ордена Св. Екатерины. 
В 1804 году ему поручено было открытие гимназий в Вологде и Костроме; в том же году он был визитатором училищ Ярославской, Костромской и Вологодской губерний. С 1808 года и до смерти своей он состоял помощником библиотекаря в университете, несколько лет был членом училищного комитета в Москве.
Умер в Москве 13 (25) августа 1823 года. Похоронен на двенадцатом участке  Ваганьковского кладбища.

## Награды
- Орден Св. Анны 3-й степени[2]